# Kościół św. Franciszka w Porto
Kościół św. Franciszka w Porto (port: Igreja de São Francisco) – zabytkowy kościół należący do wpisanego na Listę Światowego Dziedzictwa UNESCO starego miasta Porto w Portugalii. Budowę kościoła rozpoczęto w 1383 i ukończono w 1425 r. Został zbudowany jako kościół dla miejscowego klasztoru franciszkanów w stylu gotyckim, a przede wszystkim w XVII i XVIII wieku w dużej mierze przebudowany w stylu barokowym. W 1833 roku klasztor został zniszczony podczas wojen cywilnych. Na ruinach klasztoru powstał Palácio da Bolsa. Kościół jest otwarty dla zwiedzających i używany do celów kulturalnych, ale nie do celów religijnych.
Od 1910 obiekt jest klasyfikowany jako Dobro Publiczne.